# En avance sur son temps
Pour plus de détails, voir Fiche technique et Distribution.
En avance sur son temps (Преждевременный человек) est un film soviétique réalisé par Abram Room, sorti en 1971,.

## Fiche technique
- Titre français : En avance sur son temps[3]
- Photographie : Leonid Kraïnenkov
- Musique : Alexandre Skriabin
- Décors : Leonid Kozlov